# فربيون كبير الزوائد
الفربيون كبير الزوائد أو الحلاب كبير الزوائد (باللاتينية: Euphorbia petrophila) نوع نباتي يتبع جنس الفربيون من الفصيلة اللبنية.
النبات سام كبقية أنواع الفربيون.

## الموئل والانتشار
ينتشر في بلاد الشام وتركيا والقوقاز.

## مرادفات للاسم العلمي
- (باللاتينية: Tithymalus macrocladus (Boiss.) Klotzsch & Garcke)
- (باللاتينية: Euphorbia damascena Boiss.)
- (باللاتينية: Euphorbia lorentii Hochst.)
- (باللاتينية: Euphorbia noeana Boiss., nom. illeg.)
- (باللاتينية: Euphorbia schizoceras Boiss.)
- (باللاتينية: Euphorbia syspirensis K. Koch)
- (باللاتينية: Euphorbia tinctoria Boiss. & A. Huet)
- (باللاتينية: Tithymalus damascenus (Boiss.) Klotzsch & Garcke)
- (باللاتينية: Tithymalus schizoceras (Boiss.) Klotzsch & Garcke)
- (باللاتينية: Tithymalus syspirensis (K. Koch) Klotzsch & Garcke)
- (باللاتينية: Euphorbia macroclada var. aceras Hand.-Mazz.)
- (باللاتينية: Euphorbia tinctoria var. schizoceras (Boiss.) Boiss.)